# Thysanococcus madecassus
Thysanococcus madecassus är en insektsart som beskrevs av Mamet 1959. Thysanococcus madecassus ingår i släktet Thysanococcus och familjen Halimococcidae.
Artens utbredningsområde är Madagaskar. Inga underarter finns listade i Catalogue of Life.